# Mușchiul semimembranos
Mușchiul semimembranos (Musculus semimembranosus) este un mușchi lung și gros, situat în partea medială a regiunii posterioare a coapsei, sub mușchiul semitendinos. Se întinde ca și acesta între ischion și tibie (și partea postero-medială a articulației genunchiului). Este mai voluminos decât mușchiul semitendinos. Se numește astfel datorită tendonului lui de origine, aflat în partea sa superioară, care e turtit ca o membrană (lamă) aponevrotică largă și subțire, care reprezintă aproape jumătate din lungimea mușchiului.